# Домашнее чтение (журнал)
«Дома́шнее чте́ние» (англ. «Household Words») — английский журнал, который выходил в 1850-х годах под редакцией Чарльза Диккенса. Его название образовано из цитаты Уильяма Шекспира: «Familiar in his mouth as household words» (пьеса «Генрих V»).

## История журнала
«Домашнее чтение» публиковалось каждую среду начиная с марта 1850 года по май 1859. Каждый номер стоил не более двух пенсов, обеспечивая себе таким образом широкий круг читателей. Первый номер включал в себя обращение самого Чарльза Диккенса, напечатанное под заголовком «Вступительное слово»:
«Название, выбранное нами для этого журнала, говорит о том заветном желании, которое подсказало нам мысль издавать его. Мы смиренно мечтаем о том, чтобы обрести доступ к домашнему очагу наших читателей, быть приобщенными к их домашнему кругу. Мы надеемся, что многие тысячи людей любого возраста и положения найдет в нас задушевного друга, хотя бы нам никогда не привелось увидеть их. Мы стремимся принести из бурлящего вокруг нас мира под кровлю бесчисленных домов рассказы о множестве социальных чудес — и благодетельных и вредоносных, но таких, которые не сделают нас менее убежденными и настойчивыми, менее снисходительными друг к другу, менее верными прогрессу человечества и менее благодарными за выпавшую нам честь жить на летней заре времен».

## Многосерийные публикации
В журнале «Домашнее чтение» иногда публиковались романы в нескольких частях (сериях). Среди наиболее известных сочинений:
- «A Child’s History of England» Чарльза Диккенса (выпускался с 25 января 1851 года по 10 декабря 1853)
- «Крэнфорд», «Север и Юг» и «Моя Леди Лудлоу» Элизабет Гаскелл
- «The Dead Secret and A Rogue’s Life» Уилки Коллинза
- Статьи Матильды Битхэм-Эдвардс, давней подруги Диккенса.